# Walter Alfaiate
Walter Nunes de Abreu (Rio de Janeiro, 7 de junho de 1930 — Rio de Janeiro, 27 de fevereiro de 2010) foi um sambista e compositor brasileiro.

## Biografia
Nascido no Rio de Janeiro, iniciou o trabalho como alfaiate aos 13 anos, no bairro de Botafogo. Autodidata, compôs para blocos carnavalescos da região, como o Foliões de Botafogo e o São Clemente. Participou nos anos 1960 de rodas de samba no Teatro Opinião e formou vários grupos, com destaque para os Reais do Samba e o Samba Fofo. Mesmo sendo um dos principais nomes do samba em Botafogo, que viria a se tornar o grande celeiro de compositores do gênero, o cantor e compositor só foi descoberto na década de 1970, quando Paulinho da Viola gravou três de suas canções – "Coração Oprimido", "A.M.O.R.Amor" e "Cuidado, Teu Orgulho Te Mata". Brilhou como crooner da boate Bolero, em Copacabana, onde ficou conhecido como Walter Sacode, por interpretar com maestria o samba "Sacode Carola", de Hélio Nascimento e Alfredo Marques. Em 1982 foi convidado pelo parceiro e amigo Mauro Duarte a entrar para o G.R.E.S da Portela. Cultuado pela maioria dos sambistas do Rio de Janeiro, jamais foi reconhecido pelas gravadoras – com mais de 50 anos de carreira e com 200 sambas compostos, gravou apenas um disco, "Olha Aí", lançado em 1998 pelo selo Alma e produzido por Aldir Blanc e Marco Aurélio.

## Discografia
- (2005) Tributo a Mauro Duarte • Gravadora CPC-Umes • CD
- (2003) Samba na medida • CPC-Umes • CD
- (2003) Um ser de luz - saudação à Clara Nunes • Deckdisc • CD
- (2000) Casa de samba 4 • Universal Music • CD
- (2000) Pirajá esquina carioca - uma noite com a raiz do samba • Dabliu/Eldorado • CD
- (1998) O samba sabe o que quer • Independente • CD
- (1998) Olha aí • Alma Produções • CD
- (1998) Casa de samba 3 • Universal Music • CD
- (1996) Aldir Blanc - 50 anos • Alma Produções • CD